# Ăn kiến Woodhouse
Ăn kiến Woodhouse, tên khoa học Parmoptila woodhousei, là một loài chim trong họ Estrildidae.

## Hình ảnh

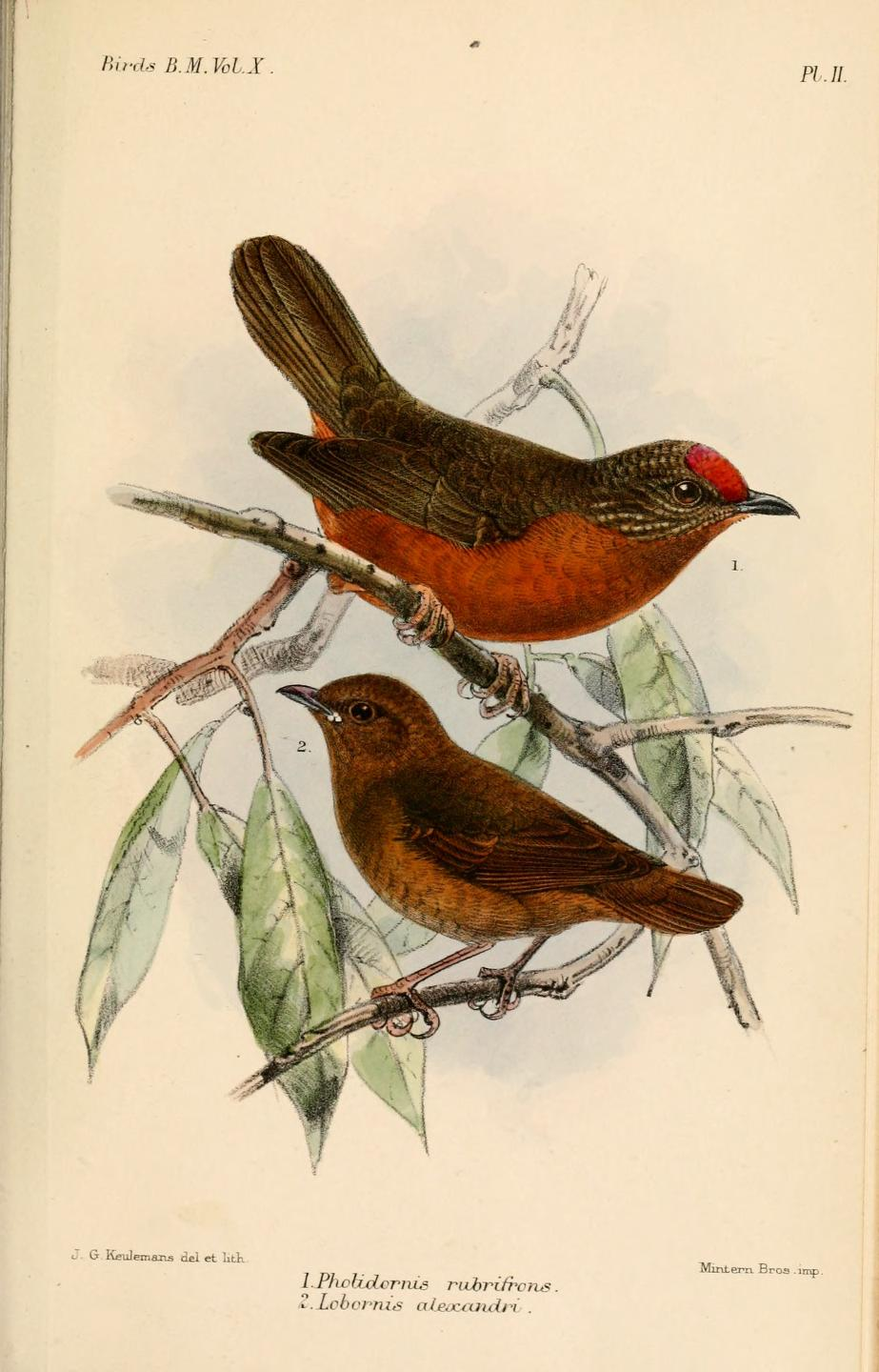
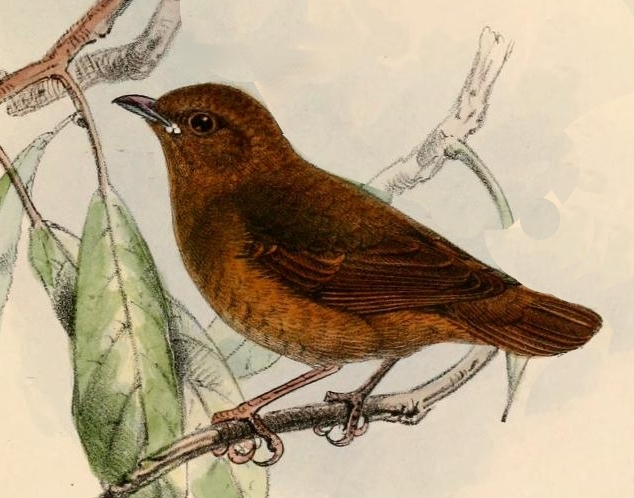